# 赫拉德茨-克拉洛韋市圖書館
赫拉德茨-克拉洛韋市圖書館（捷克語：Knihovna města Hradce Králové）是位於捷克赫拉德茨-克拉洛韋的圖書館，啟用於2013年，由建築師大衛·瓦夫拉設計。由一座1908年的舊工廠改造而成。